# Boxeuropameisterschaften 1989
Die 28. Herren-Boxeuropameisterschaften der Amateure 1989 wurden vom 29. Mai bis zum 3. Juni 1989 in der griechischen Hauptstadt Athen ausgetragen. Dabei wurden 48 Medaillen in zwölf Gewichtsklassen vergeben. Es nahmen 160 Sportler aus 26 Staaten teil.

## Ergebnisse
| Klasse                          | Gold                           | Silber                         | Bronze                                                           |
| Halbfliegengewicht (bis 48 kg)  | Iwajlo Marinow Bulgarien       | Róbert Isaszegi Ungarn         | Nschan Muntschjan Sowjetunion Jan Quast DDR                      |
| Fliegengewicht (bis 51 kg)      | Juri Arbatschakow Sowjetunion  | János Váradi Ungarn            | Krasimir Czolakov Bulgarien Krzysztof Wróblewski Polen           |
| Bantamgewicht (bis 54 kg)       | Serafim Todorow Bulgarien      | Timofei Skrjabin Sowjetunion   | Dieter Berg DDR Robert Ciba Polen                                |
| Federgewicht (bis 57 kg)        | Kirkor Kirkorow Bulgarien      | Marco Rudolph DDR              | Rafał Rudzki Polen Sandro Casamonica Italien                     |
| Leichtgewicht (bis 60 kg)       | Kostya Tszyu Sowjetunion       | Daniel Dumitrescu Rumänien     | Giorgio Campanella Italien David Anderson Schottland             |
| Halbweltergewicht (bis 63,5 kg) | Igor Ruschnikow Sowjetunion    | Dariusz Czernij Polen          | Christo Furnigow Bulgarien Andreas Otto DDR                      |
| Weltergewicht (bis 67 kg)       | Siegfried Mehnert DDR          | Borislav Abadziev Bulgarien    | Mujo Bajrović Jugoslawien Lorant Szabo Ungarn                    |
| Halbmittelgewicht (bis 71 kg)   | Israel Akopkochjan Sowjetunion | Rudel Obreja Rumänien          | Enrico Richter DDR Rosen Ibichev Bulgarien                       |
| Mittelgewicht (bis 75 kg)       | Henry Maske DDR                | Michael Franek Tschechien      | Daniel Krumov Bulgarien Andrei Kurnjawka Sowjetunion             |
| Halbschwergewicht (bis 81 kg)   | Sven Lange DDR                 | Lajos Erős Ungarn              | Kai Helenius Finnland Sergei Kobosew Sowjetunion                 |
| Schwergewicht (bis 91 kg)       | Arnold Vanderlyde Niederlande  | Axel Schulz DDR                | Andrzej Gołota Polen Bert Teuchert Deutschland                   |
| Superschwergewicht (über 91 kg) | Ulli Kaden DDR                 | Giorgios Tsahakis Griechenland | Swilen Rusinow Bulgarien Alexander Miroschnitschenko Sowjetunion |

## Medaillenspiegel
| Rang | Land                            | Gold | Silber | Bronze | Gesamt |
| ---- | ------------------------------- | ---- | ------ | ------ | ------ |
| 1    | Deutsche Demokratische Republik | 4    | 2      | 4      | 10     |
| 2    | Sowjetunion                     | 4    | 1      | 4      | 9      |
| 3    | Bulgarien                       | 3    | 1      | 5      | 9      |
| 4    | Niederlande                     | 1    | 0      | 0      | 1      |
| 5    | Ungarn                          | 0    | 3      | 1      | 4      |
| 6    | Rumänien                        | 0    | 2      | 0      | 2      |
| 7    | Polen                           | 0    | 1      | 4      | 5      |
| 8    | Tschechoslowakei                | 0    | 1      | 0      | 1      |
| 8    | Griechenland                    | 0    | 1      | 0      | 1      |
| 10   | Italien                         | 0    | 0      | 2      | 2      |
| 11   | Finnland                        | 0    | 0      | 1      | 1      |
| 11   | Schottland                      | 0    | 0      | 1      | 1      |
| 11   | Jugoslawien                     | 0    | 0      | 1      | 1      |
| 11   | Deutschland                     | 0    | 0      | 1      | 1      |
|      | Gesamt                          | 12   | 12     | 24     | 48     |